# Hospital Universitario Austral
El Hospital Universitario Austral es una institución argentina de salud dedicada a la asistencia, la docencia y la investigación biomédica. En sus instalaciones centrales también se encuentra la Facultad de Ciencias Biomédicas de la Universidad Austral. Cuenta con cinco sedes: los consultorios externos situados en Paseo Champagnat, San Miguel, Luján y Escobar, y el centro de Especialidad Officia.
Es considerado uno de los mejores hospitales de la República Argentina y uno de los mejores en América Latina. En 2013 fue acreditado por la Joint Commission International, un estándar que contempla la actividad asistencial, la educación médica y la investigación en personas. Fue el primer centro médico argentino en recibir esta acreditación.
El hospital universitario integra la Alianza Latinoamericana de Instituciones de Salud (ALIS) junto a los principales hospitales de la región: el Hospital Israelita Albert Einstein (Brasil), la Clínica Alemana de Santiago (Chile) y la Fundación Santa Fe de Bogotá (Colombia).
El Hospital Austral tiene como misión “brindar la más alta calidad y seguridad en los cuidados de la salud, situando las necesidades del paciente y su familia en el centro de la atención, integrando la asistencia con la educación e investigación biomédica, y buscando vivir y transmitir valores humanos y cristianos”.

## Historia
En los años 70, los doctores César Bergadá, Ricardo Dodds, Leonardo Mc Lean y Enrique Malbrán buscaban “un hospital universitario que cumpliera con el triple objetivo de enseñar, investigar y asistir, brindando a la sociedad profesionales con la mejor educación técnica y la más alta formación humana”. Con esta idea, en 1996 nació la Facultad de Ciencias Biomédicas de la Universidad Austral, que en 2001 ya tendría su primera promoción de médicos y licenciados en Enfermería. Al igual que la universidad, el Hospital Universitario Austral nació como una obra de evangelización del Opus Dei.
En paralelo, la Fundación Pérez Companc decidió realizar una inversión para apoyar el desarrollo de las obras del Hospital, que fue inaugurado el 2 de mayo del 2000.

## Conocimiento científico
El Centro Académico de Salud de la Universidad Austral, del que forma parte el Hospital, ha tenido hasta la fecha siete miembros en la Academia Nacional de Medicina: los difuntos César Bergadá y Leonardo Mc Lean, Miguel Tezanos Pinto, Enrique Malbrán, Pedro Saco, Raúl Valdez y José Navia.
Hitos médicos del Hospital Universitario Austral:
- Trasplante en dominó secuencial que permitió salvar varias vidas con un solo donante. (2009).[15][16]
- Trasplante de una mujer embarazada con una hepatitis fulminante y su posterior cesárea. (2009)[17][18]
- Trasplante de una joven mujer quien estando embarazada se le detecta un tumor de 7 centímetros inoperable. Se decide esperar el parto y una vez efectuado, se la trata con Itrio radioactivo y posteriormente se la trasplanta. (2013)[19]

- Trasplante de un niño-adolescente descompensado con una hemorragia digestiva que llegó en avión sanitario desde Trinidad y Tobago.[19]
- Trasplantes de hígado a los pocos días de vida y con peso menor a 2.5 kg.[20]
- Descubrimiento del tratamiento con hidroxicloroquina que supuso la disminución en un 35% las pérdidas de embarazos en trombofilias de alto riesgo. (2021).[21]
- Institución con más cirugías fetales intrauterinas de Argentina. (2021).[22][23]
- Uso de radiofrecuencia para el tratamiento de nódulos tiroideos. (2022)[24][25]

En el Hospital Universitario Austral se tratan y diagnostican más de 70 especialidades en adultos y más de 35 pediátricas, entre las que destacan: Alergia e Inmunología, Cardiología, Cirugía, Dermatología, Diagnóstico por Imágenes, Emergentología, Ginecología, Hematología, Hemoterapia, Hepatología, Hipertensión arterial, Infectología, Investigación, Medicina Fetal, Nefrología, Neumología, Neurocirugía, Neurología, Neurología infantil, Nutrición,  Obstetricia, Oftalmología, Oncología, Otorrinolaringología, Pediatría, Traumatología, Trasplante Hepático, Trasplante renal, Trasplante de Médula Ósea, Trasplante de Corazón, Unidad de Cuidados Intensivos.

## Indicadores de calidad por especialidad
El Hospital Universitario Austral cuenta con los diferentes indicadores de calidad:
- Cirugía cardiovascular: la tasa global de mortalidad en este tipo de cirugías es muy inferior a la media nacional, teniendo el Hospital un porcentaje de mortalidad del 0% en 2019 y el nacional un 7,7%.
- Cirugía Hepática:
  - Pancreatectomía: el porcentaje de pacientes que permanecen internados tras ser operados de una cirugía pancreática de forma convencional en el Hospital Universitario Austral se encuentra por debajo de la media internacional desde 2018 a 2021.
  - Hepatectomías: el porcentaje de pacientes que se reinternan dentro del primer mes posterior a su cirugía de resección hepática de forma convencional (hepatectomía derecha o izquierda, metastasectomías hepáticas, etc.); comparativamente muestra que el promedio de los últimos dos años en el Hospital Universitario Austral han estado por debajo del promedio de referencia internacional con un 4.7% frente a un 13%.

- Unidad de Cuidados Críticos Neonatales:
  - El Servicio es miembro de la Red Neocosur regional, una agrupación de Unidades de Neonatología de países del cono sur americano (Argentina, Chile, Paraguay, Perú y Uruguay), reunidos con la misión de contribuir al mejoramiento continuo de los indicadores de salud neonatal.[27]
  - Tasa de mortalidad ajustada por riesgo de recién nacido: el Hospital presenta un 0,64% en 2019 frente a un 1 regional (miembros de la red).

## Pacientes internacionales
El Hospital Universitario Austral cuenta con un servicio de atención a pacientes internacionales. Desde el año 2010, el Hospital recibió a más de 4.000 pacientes internacionales, en su mayoría, provenientes de países de América Latina. En muchos casos, se trata de intervenciones de alta complejidad que no pueden realizarse en los países de origen, como trasplantes, cirugías cardiovasculares o tratamientos oncológicos complejos.

## Padrinos del Hospital
El Hospital Universitario Austral es una asociación civil sin fines de lucro y para desarrollarse cuenta con la ayuda y donaciones de muchas personas y entidades.
Destacan celebridades como la empresaria y modelo Valeria Mazza, que desde 2005 es la madrina del área pediátrica de alta complejidad del Hospital Austral. Es la anfitriona de la Gala Benéfica Anual que se celebra para recaudar fondos destinados al piso pediátrico, con el fin de mejorar la atención de alta complejidad en niños.
Por otro lado, la Fundación ProSalud, presidida por Carlos Coto, es el brazo solidario del Hospital Universitario Austral. Tiene como misión ofrecer atención médica a pacientes  en situación de vulnerabilidad, de la zona de Pilar. La Fundación está apadrinada por las artistas conocidas como Trillizas de Oro, que desde 2011 son anfitrionas en la cena solidaria que tiene lugar cada año.

## Hospital Solidario COVID Austral

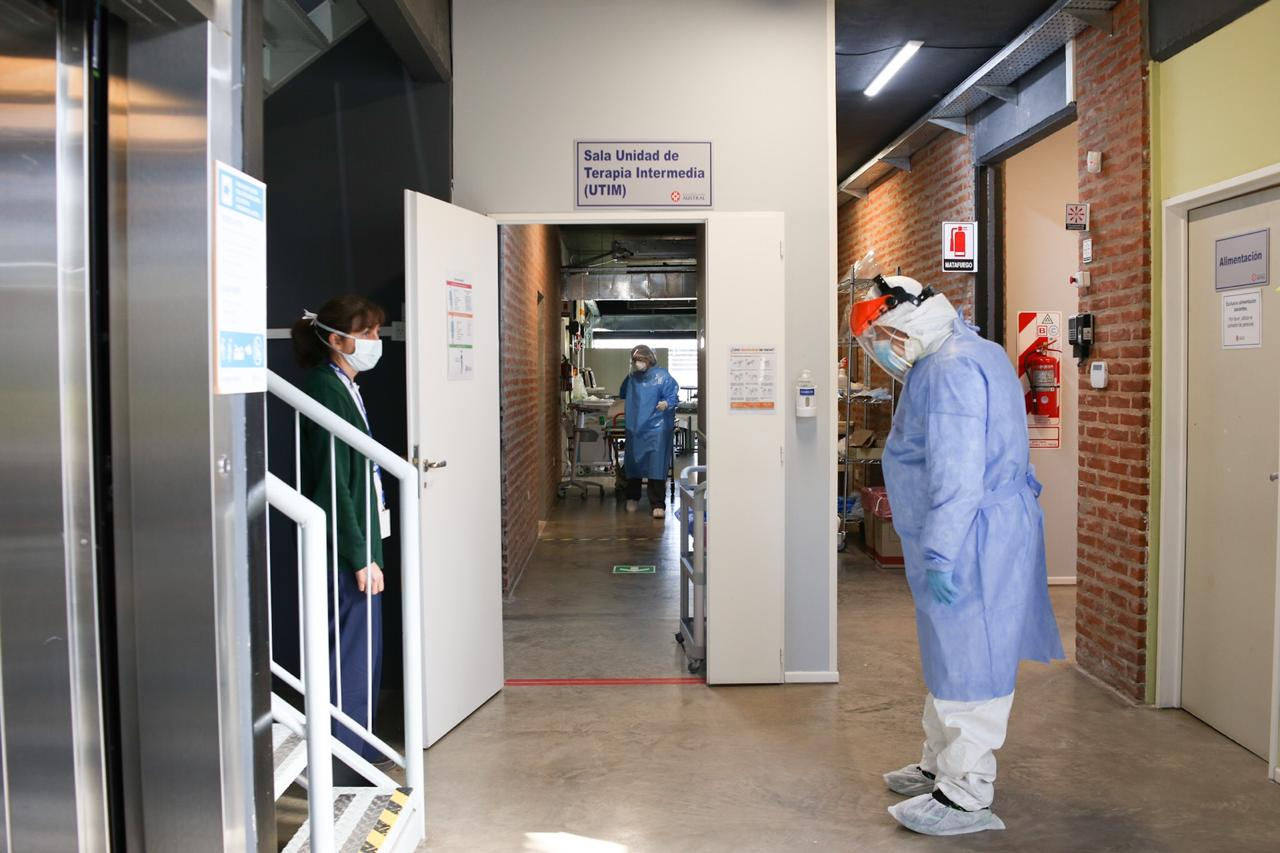
Hospital COVID Austral

El Hospital Solidario COVID Austral funcionó durante 2020 y fue creado exclusivamente para atender a pacientes graves contagiados de COVID-19 derivados por el sistema público de salud. Fue impulsado con la ayuda de fundaciones y empresas privadas, como Grupo Techint, constructora Bayres Bau Werke, fundaciones como Sura, Pérez Companc, Phillips, Banco Itaú, Los Pibes, Bunge y Born, Cámara Industrial de Laboratorios Farmacéuticos Argentinos (CILFA), Southworks, Sullair, entre otros. Fue inaugurado por el presidente de la Nación, Alberto Fernández. Durante 6 meses se recibieron a 197 pacientes que representaron 2.940 días/cama de unidades críticas, con más de 300 personas trabajando activamente en el Hospital Solidario.
A partir del 2021, el Hospital Solidario COVID Austral se convirtió en una Unidad de Cuidados Integrales, que atiende hasta el día de hoy a personas de toda condición social, que necesitan cuidados especiales o paliativos.

## Hospital de Día
A finales de 2022, el Hospital inauguró un nuevo Hospital de Día, destinado a la atención de pacientes ambulatorios. El espacio está destinado a pacientes oncológicos y onco-hematológicos, para que puedan realizar tratamientos de forma ambulatoria. También alcanza a pacientes no oncológicos que requieran tratamientos o procedimientos que, por el nivel de complejidad, requieran del servicio de enfermería o de la supervisión médica durante el procedimiento.
El nuevo Hospital de Día tiene un espacio de 580 m2. Se espera ampliar la capacidad de atención de 850 a 1450 pacientes en los próximos 5 años. Para proveer de un espacio adecuado y confortable de cara a la estadía prolongada del paciente, los boxes son individuales, con espacio para acompañantes y en la mayoría de casos con baños propios. Cuenta con 16 salas para procedimientos individuales, y se diferenciarán los flujos para pacientes inmunodeprimidos, con una sala de espera exclusiva según las normas de flujo intrahospitalario recomendadas por la Joint Commission International, de aquellos pacientes ambulatorios que deben realizarse procedimientos dentro del Hospital de Día.

## Instalaciones
La sede central del Hospital se encuentra sobre la Avenida Perón, en Pilar, provincia de Buenos Aires. El edificio comprende una superficie de 36.000 metros cuadrados, se encuentra a la vanguardia por su funcionalidad, seguridad, tecnología de punta y comodidad de las habitaciones. El predio cuenta con extensos terrenos de césped y árboles, ubicándose sobre una superficie casi montañosa.  
Fue diseñado y construido como un edificio inteligente, con bandas horizontales de vidrio y aluminio y paredes de ladrillo, la circulación interna es independiente para médicos y pacientes, cada sector ha sido proyectado en función de la especialidad que allí se ofrece y su distribución permite la interconexión entre las diferentes áreas. 

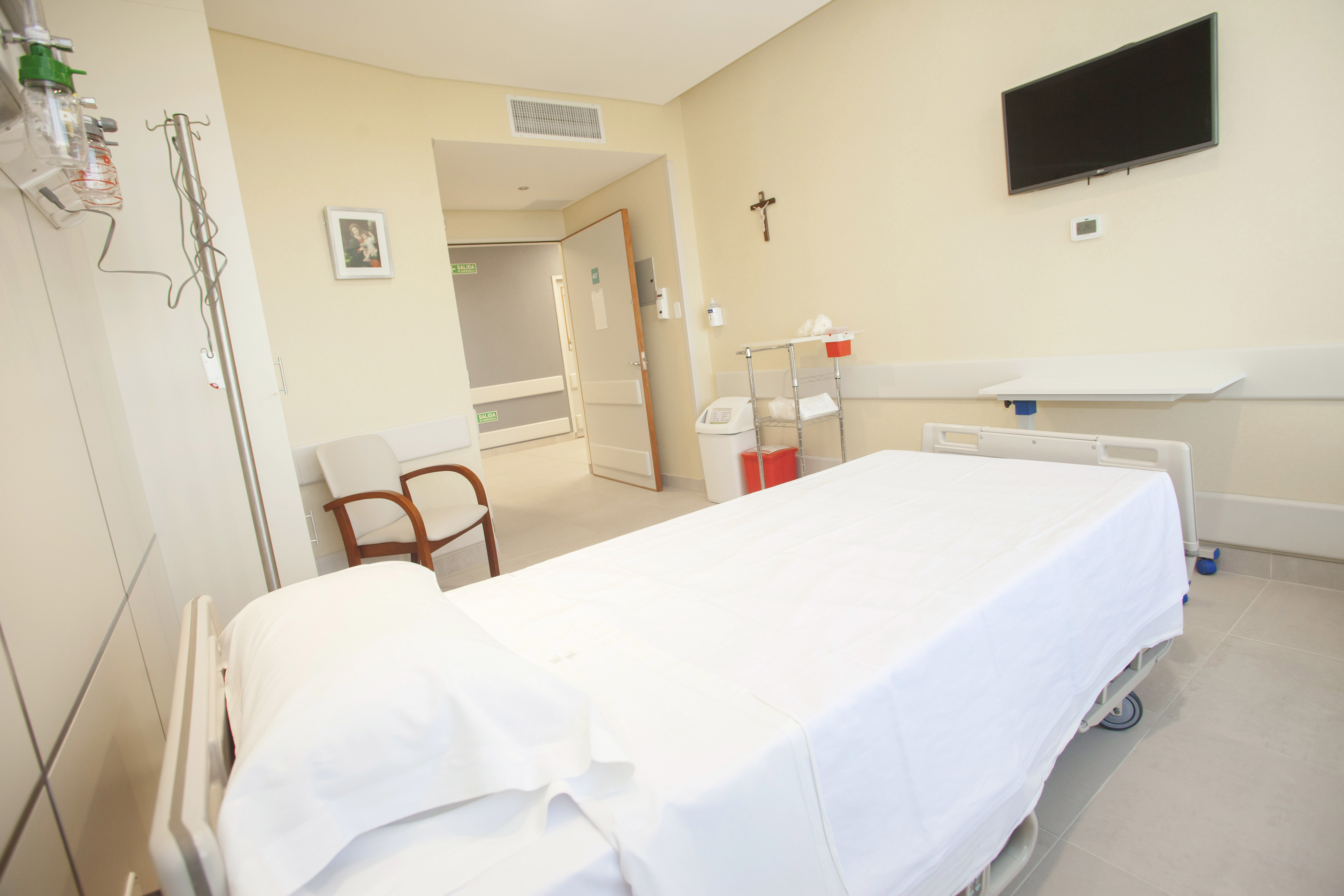
Habitación en el Hospital Universitario Austral

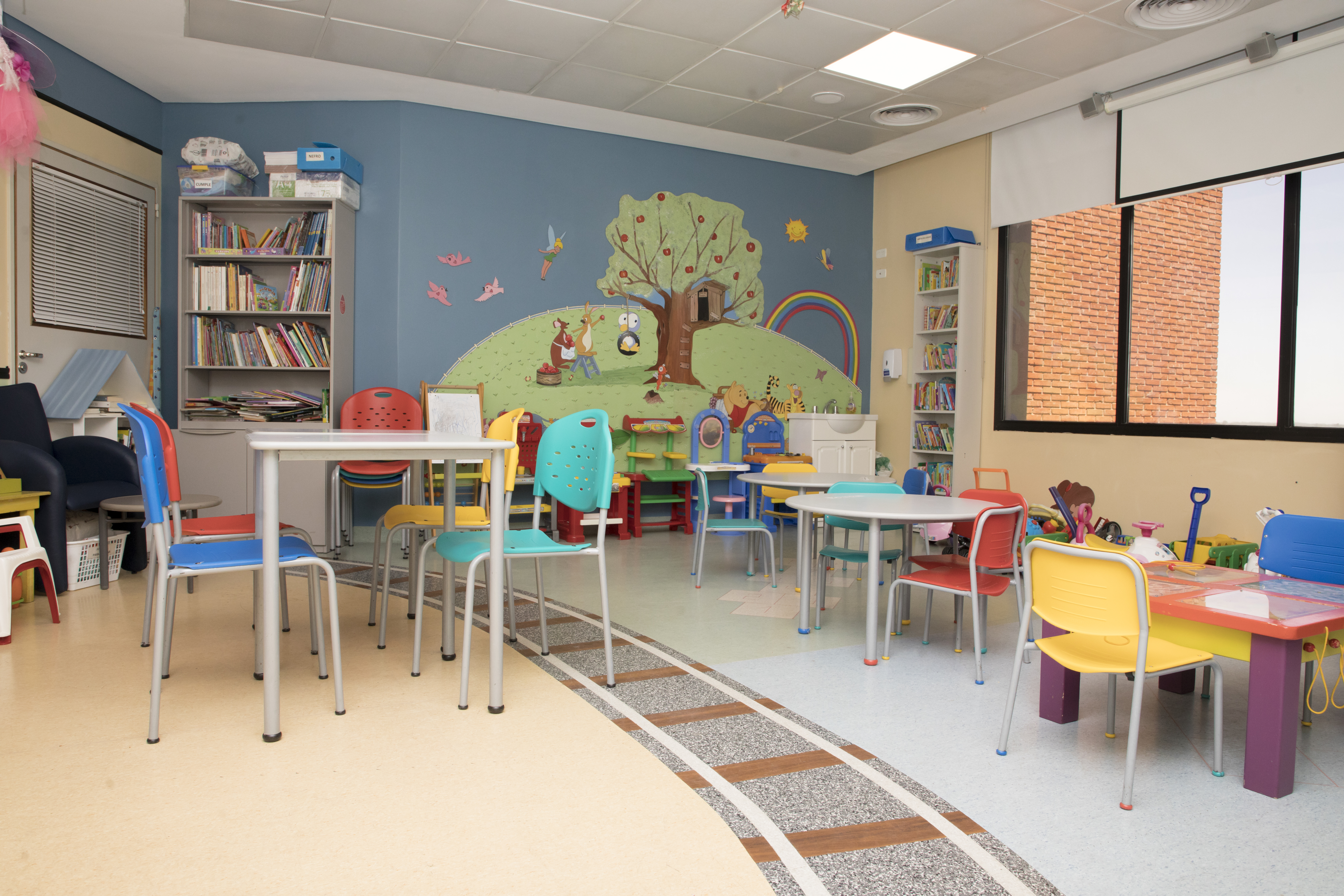
Sala de espera infantil en el Hospital Universitario Austral

Para el confort de los pacientes se han tenido en cuenta varias características, desde el paisaje hasta la decoración y el servicio de alimentación o de los cuartos, incluso con disposición de música y televisión. La institución posee además un oratorio en planta baja para quienes quieran hacer uso de ella, en la que se celebra la Santa Misa todos los días. También posee una playa de estacionamiento para más de 400 autos.
El Hospital ha invertido para 2022 y 2023 en equipamiento de alta complejidad, un resonador y una cámara gama, además de la implementación de sistemas informáticos como la historia clínica electrónica y el software de gestión de las distintas áreas de la institución. El ala pediátrica está equipada con una Terapia Intensiva Pediátrica, una Terapia Intensiva Neonatal y la Unidad de Trasplante de Médula. Además, el Hospital cuenta con tecnología que permite realizar cirugías intrauterinas desde 2015.
Actualmente, cuenta con 220 camas, 9 quirófanos y se realizan aproximadamente 1.600 cirugías al mes, en las salas de especialidades y centros de atención, dentro del mismo espacio del hospital. En 2021 han inaugurado un nuevo espacio de la Unidad de Cuidados Integrales, con 13 camas para pacientes que se encuentran en el final de vida, para favorecer la calidad de atención y su bienestar.

## Reconocimientos
El Hospital Universitario Austral posee un gran listado de reconocimientos y logros desde su fundación, entre los que destacan:
Acreditaciones y reconocimientos:
- 1.ª, 2.ª, 3.ª y 4.ª acreditación de Joint Commission Internacional como Centro Académico de Salud (2013, 2016, 2019 y 2022).[51][52]
- Servicio de Hemoterapia: primero en conseguir la acreditación nacional (2022).
- Servicio de Cirugía Bariátrica: acreditado por la Sociedad Argentina de Cirugía de la Obesidad, Enfermedad Metabólica y otras relacionadas con la obesidad (2022).
- Servicio de Pediatría y Unidad de Trasplante de Médula Ósea acreditados como Centro EVAT Certificado – Escala de Valoración de Alerta Temprana. (2022).
- Declaración de Hospital Libre de Mercurio (2008).[53]

- Miembro fundador de la Agenda Global de Hospitales Verdes y Saludables (2011).[54][55]

Premios e hitos:
- Premio Konex como una de las Entidades de Salud más importantes de la Argentina (2008).[56]
- Mejor Hospital Internacional de la Argentina por International Healthcare Commission (2016).
- 9.º hospital de Latinoamérica en el Ranking de América Economía (2021).[57]
- Primer puesto de la Argentina en Oncología en el Ranking de América Economía (2021).[57]
- Entre las 100 organizaciones con mejor reputación de la Argentina en el Ranking Merco-Clarín (2021).[58]
- Primer centro médico en Argentina en contar con un instituto transversal para el manejo de la medicina genómica, el Instituto de Medicina Genómica.[59]
- Primera Unidad de Mastología en Argentina, conocida como el Centro Mamario.